# Maria José Werneck
Maria José Werneck (Rio de Janeiro, 13 de janeiro de 1920 - 18 de setembro de 2003) foi uma médica poeta e contista brasileira.
Formou-se em medicina em 1943 na Faculdade de Medicina da Universidade Federal do Rio de Janeiro.

## Atuação literária
- Foi membro da SOBRAMES regional fluminense, que presidiu por quatro mandatos;
- Ocupante fundadora da cadeira 2 da Academia Brasileira de Médicos Escritores, cujo patrono é o médico escritor Laurindo Rabelo.

## Livro publicado
- Trovas.